# Douglas T2D
Il Douglas T2D era un bombardiere aerosilurante, bimotore, capace di operare dai ponti delle portaerei, costruito nella seconda metà degli anni venti. Originariamente concepito dalla Naval Aircraft Factory di Filadelfia, venne riprogettato dagli ingegneri statunitensi John Knudsen Northrop e Edward H. Heinemann per conto della Douglas Aircraft Company. Costruito in due versioni principali per un totale di 31 esemplari, rimase in servizio per compiti di pattugliamento aeromarittimo fino al 1937.

## Storia del progetto
Nel 1925 il Bureau of Aeronautics dell'United States Navy designò il progetto di un aerosilurante-bombardiere bimotore, dotato di migliori prestazioni rispetto ai contemporanei velivoli monomotore. Un solo prototipo fu costruito dalla Naval Aircraft Factory di Filadelfia, con la designazione XTN-1. Al primo prototipo ne seguirono rapidamente altri tre, costruiti dalla Douglas di Santa Monica (California) come T2D-1.

## Tecnica
Il Douglas T2D-1 era un bombardiere/aerosilurante bimotore. Le ali avevano uguale apertura ed erano collegate tra loro da un sistema di montanti.
Il carrello di atterraggio era triciclo posteriore fisso, con pattino di coda. In caso di impiego come idrovolante le gambe principali venivano sostituite da due galleggianti a scarponi. Il carrello d'atterraggio era di tipo classico, con due elementi monoruota tra loro collegati da un assale rigido, congiunti alla fusoliera da una struttura ad "V", in tubi metallici.
I propulsori erano due radiali Wright R-1750 Cyclone a 9 cilindri, raffreddati ad aria, eroganti la potenza di 525 hp (391 kW), ed azionanti eliche bi/tripala Hamilton Standard a passo fisso.
L'equipaggio era formato da tre/quattro persone: due piloti disposti in tandem e un mitragliere/operatore radio, ospitati in postazioni aperte. Una quarta postazione, anch'essa aperta, era posizionata sul muso ed ospitava una mitragliatrice difensiva collocata su un anello girevole. Nella parte inferiore del muso vi era la postazione del puntatore, dotata di un pannello di plexiglas trasparente.
L'armamento si basava su due mitragliatrici Browning M1919 calibro 7,62 mm, una in postazione a prua, ed una in postazione centrale, tutte e due aperte. La capacità di trasporto bombe era pari a 734 kg.

## Impiego operativo
Il primo esemplare entrò in servizio presso il Torpedo Bomber Squadron VT-2 di San Diego il 25 maggio 1927, e venne usato per compiere le valutazioni operative a bordo della portaerei USS Langley. Ulteriori nove esemplari di T2D-1 furono ordinati nello stesso anno, operando fin dall'inizio come normali idrovolanti. Questa scelta fu dovuta al parere contrario espresso dall'United States Army Air Corps sulla scelta dell'US Navy di dotarsi di grandi velivoli basati a terra, e al fatto che le loro grandi dimensioni rendevano quasi impossibile il loro impiego dal ponte di volo della piccola portaerei Langley. Nel 1928 gli idrovolanti T2D-1 vennero trasferiti presso il comando aeronavale delle Isole Hawaii, equipaggiando lo Squadron VP-1 con base a Pearl Harbor. Durante l'impiego operativo i T2D-1 si dimostrarono aerei di facile pilotaggio, oltre che dotati di eccellente visibilità, cosa particolarmente utile per la ricognizione marittima. Tali velivoli divennero rapidamente tra i favoriti dei piloti dell'US NAvy impegnati in tali missioni.
Un ulteriore lotto di 18 aerei, dotati di propulsori più potenti ed impennaggio bideriva, fu ordinato nel giugno 1930 per l'impiego come velivoli da pattugliamento marittimo. Questi aerei, di costruzione Boeing, assunsero la designazione di P2D-1. Le consegne dei velivoli iniziarono nel 1932, ed andarono ad equipaggiare lo Squadron da ricognizione marittima VP-3 operante da Coco Solo, nella zona del Canale di Panama, rimanendo in servizio finché non furono sostituiti dai successivi Consolidated PBY Catalina nel 1937.

## Versioni
- XTN-1: prototipo originale (matricola A-7027) costruito originariamente dalla Naval Aircraft Factory di Filadelfia,[2] (Pennsylvania). L'aereo era dotato di propulsori radiali Wright P-2 da 500 hp. Primo volo nel tardo 1926.
- T2D-1: prima versione di serie costruita in 12 esemplari(matricole BuNo. A-7051/7053 e A-7587/7595)[5] destinati al bombardamento, aerosiluramento e pattugliamento marittimo. Tutti erano dotati di propulsori Wright R-1750 Cyclone.
- P2D-1: versione terrestre destinata al pattugliamento marittimo, con impennaggio di coda bideriva[4]. Diciotto esemplari (matricole BuNo. A-8644/8661),[5] dotati di più potenti motori Wright 1820E Cyclone[6] da 575 hp.

## Utilizzatori
Stati Uniti
- United States Navy